# 古谷村
古谷村（ふるやむら）は埼玉県入間郡にあった村。

## 歴史
村名は旧村名の古谷上村・古谷本郷に由来する。

### 沿革

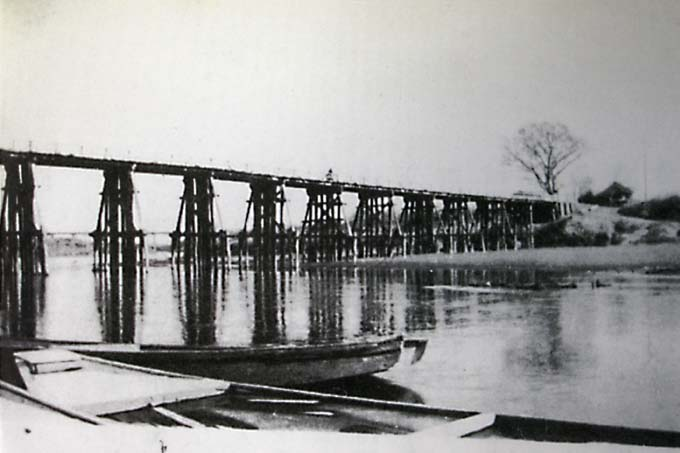
上江橋

- 1889年（明治22年） - 古谷上村・古谷本郷・小中居村・大中居村・高島村・八ッ島村が合併し古谷村となる。
- 1894年（明治27年） - 川越新道に上江橋が架橋される。
- 1902年（明治35年） - 川越馬車鉄道（後の西武大宮線）が開通する。
- 1938年（昭和13年） - 入間郡植木村のうち、下老袋と東本宿を編入する。
- 1940年（昭和15年） - 川越線が大宮から川越を経て高麗川まで開通する。
- 1941年（昭和16年） - 川越線に客を奪われ西武大宮線が廃線となる。同時にバスに転換。
- 1955年（昭和30年） - 川越市に編入される。

### 村域の変遷
| 1868年 以前 | 1868年 以前     | 1879年 (明治12) | 1889年 (明治22) 4月1日 | 1896年 (明治29) 3月29日 | 1896年 (明治29) 3月29日 | 1939年 (昭和13) 5月1日 | 1934年 (昭和14) | 1950年 (昭和25) | 1955年 (昭和30) 4月1日 | 現在   |
| ----------- | --------------- | --------------- | ---------------------- | ----------------------- | ----------------------- | ---------------------- | --------------- | --------------- | ---------------------- | ------ |
|             | 古谷本郷 の一部 | 古谷本郷 の一部 | 古谷村                 | 古谷村                  | 古谷村                  | 古谷村                 | 南古谷村 に編入 | 南古谷村        | 川越市 に編入          | 川越市 |
|             | 小中居村 の一部 |                 | 古谷村                 | 古谷村                  | 古谷村                  | 古谷村                 | 南古谷村 に編入 | 南古谷村        | 川越市 に編入          | 川越市 |
|             | 松郷村 の一部   | 松郷村 の一部   | 川越町                 | 川越町                  | 川越町                  | 川越市                 | 川越市          | 古谷村 に編入   | 川越市 に編入          | 川越市 |
|             | 久下戸村 の一部 | 久下戸村 の一部 | 南古谷村               | 南古谷村                | 南古谷村                | 南古谷村               | 古谷村 に編入   | 古谷村          | 川越市 に編入          | 川越市 |
|             | 並木村 の一部   |                 | 南古谷村               | 南古谷村                | 南古谷村                | 南古谷村               | 古谷村 に編入   | 古谷村          | 川越市 に編入          | 川越市 |
|             | 古谷上村        | 古谷上村        | 古谷村                 | 古谷村                  | 古谷村                  | 古谷村                 | 古谷村          | 古谷村          | 川越市 に編入          | 川越市 |
|             | 古谷本郷        |                 | 古谷村                 | 古谷村                  | 古谷村                  | 古谷村                 | 古谷村          | 古谷村          | 川越市 に編入          | 川越市 |
|             | 小中居村        |                 | 古谷村                 | 古谷村                  | 古谷村                  | 古谷村                 | 古谷村          | 古谷村          | 川越市 に編入          | 川越市 |
|             | 大仲居村        |                 | 古谷村                 | 古谷村                  | 古谷村                  | 古谷村                 | 古谷村          | 古谷村          | 川越市 に編入          | 川越市 |
|             | 高島村          |                 | 古谷村                 | 古谷村                  | 古谷村                  | 古谷村                 | 古谷村          | 古谷村          | 川越市 に編入          | 川越市 |
|             | 八ツ島村        |                 | 古谷村                 | 古谷村                  | 古谷村                  | 古谷村                 | 古谷村          | 古谷村          | 川越市 に編入          | 川越市 |
|             |                 | 比企郡 東本宿村 | 比企郡 植木村          | 入間郡 に移行           | 植木村                  | 古谷村 に編入          | 古谷村          | 古谷村          | 川越市 に編入          | 川越市 |
|             | 比企郡 下老袋村 |                 | 比企郡 植木村          | 入間郡 に移行           | 植木村                  | 古谷村 に編入          | 古谷村          | 古谷村          | 川越市 に編入          | 川越市 |
|             | 比企郡 中老袋村 | 比企郡 中老袋村 | 比企郡 植木村          | 入間郡 に移行           | 植木村                  | 芳野村 に編入          | 芳野村          | 芳野村          | 川越市 に編入          | 川越市 |
|             | 比企郡 上老袋村 |                 | 比企郡 植木村          | 入間郡 に移行           | 植木村                  | 芳野村 に編入          | 芳野村          | 芳野村          | 川越市 に編入          | 川越市 |
|             | 比企郡 鹿飼村   |                 | 比企郡 植木村          | 入間郡 に移行           | 植木村                  | 芳野村 に編入          | 芳野村          | 芳野村          | 川越市 に編入          | 川越市 |

## 西武大宮線
1902年から1940年まで川越久保町駅と大宮駅を結んでいた路面電車で、村内には古谷上に二ノ関、沼端、黒須、芝地の各停留場が設置された(停留場名は古谷上の小字など)。

## 地域
- 古谷上(ふるやかみ)- 現川越市大字古谷上。比較的広い大字。荒川対岸のさいたま市西区側に「握津」地区があるが、川に橋は架かっておらず直接の行き来は出来ないため事実上飛び地になっている。この握津地区は2006年3月を以って全戸が移転し、無人となった。
- 古谷本郷(ふるやほんごう)- 現大字古谷本郷。北部を上組、南部を下組という。
- 小中居(こなかい)- 現大字小中居。
- 大中居(おおなかい)- 現大字大中居。
- 高島(たかしま)- 現大字高島。
- 八ッ島(やつしま)- 現大字八ッ島。
- 東本宿(ひがしほんじゅく)- 現大字東本宿。
- 下老袋(しもおいぶくろ)- 現大字下老袋。